# Текрур
Такрур (Takrur, Tekrur или Tekrour) — одно из небольших государств Западной Африки, существовавшее в IX—XIII веках, чей расцвет пришелся примерно на тот же период, что и у Империи Гана. Одно из первых исламских государств в этом регионе. Столица располагалась на острове Морфил между реками Сенегал и Дуэ на севере современного Сенегала, в то время важном центре транссахарской торговли.

## Происхождение названия
Такрур был арабским термином, который использовался для обозначения всех людей западнооафриканского происхождения.

## История
В 800-х года на нижнем течении реки Сенегал возникло государство, названное Такрур. Формирование государства могло быть связано с приток с востока фульбе, которые обосновались в долине Сенегала. Британский историк Джон Доннелли Фаге предполагал, что Такрур мог возникнуть за счёт взаимодействия берберов Сахары и «негритянских земледельческих народов», в первую очередь, серер.
Располагаясь в долине Сенегала, вдоль границы современных Сенегала и Мавритании, Такрур был важным торговым центром, в котором производился обмен золота из региона Бамбук, соли из Тегазы и зерна из Сахеля. Такрур был соперником империи Гана и оба государства время от времени воевали, обычно победа доставалась сонинке. Несмотря на эти столкновения, Такрур процветал на протяжении IX и X веков.

### Расцвет
В 1030-х годах правителем Такрура был Вар Джаби (War Jabi). Именно при нём Такрур стал одним из первых исламских государств в Западной Африке. Вначале ислам принял сам король и его двор, а в 1035 году, что Джаби ввёл в королевстве шариат. Принятие ислама принесло большую пользу государству, позволив укрепить и расширить экономические и политические связи с другими исламскими странами Африки, оказав также влияние на отношение с традиционалистской Ганой и ей северными соседями. В результате правления Джаби территория Такрура расширилась на юг.
Главный соперник Такрура империя Гана во второй половине XI века переживала не лучшие времена. В 1076 году берберское государство Альморавидов захватили и разрушили столицу страны Кумби-Сале. Хотя в 1087 году сонинке смогли освободиться от власти берберов, но созданной ими империи фактически пришёл конец. Государство Гана стало клониться к упадку, в том числе из-за изменения маршрутов торговых караванов, а её территория превратилось в место межплеменных усобиц. Воспользовавшись ослаблением некогда могущественного страны в 1203 году Сумангуру Кваннте, правитель государства сусу Каниага захватил Кумби-Сале, фактически положив конец Гане. Таким образом, Такрур стал самым сильным государством в регионе.

### Падение

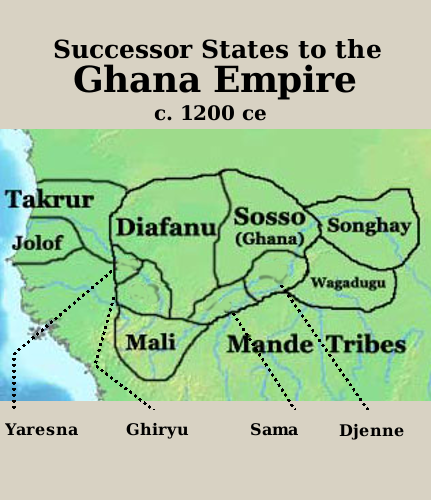

Среди преемников Империи Гана был народ сусу, сумевший основать собственное государство, Каниага, хотя оно и просуществовало недолго. Ещё одним преемником Ганы стало Ваало (Waalo), первое государство народа волоф. К тому времени объединились племена мандинка, сформировав в 1235 году империю Мали. Ненадолго став лидером в Западной Африке Такрур уже вскоре оказался в кризисе. В 1280-х годах Сакура (Сабкара), узурпировавший власть в Мали в 1285 году, завершил захват Такруры.
В XV веке территории Такрура была завоевана империей Джолоф. В том же XV веке восставшим фула во главе с Коли (Koli) удалось восстановить Такрур под названием Фута Торо. Коли смог основать собственную династию, первую династию Фуле (Денанке). В 1776 году мусульманское духовенство свергло дом Денанке.